# Claude Jamet (essayiste)
Pour les articles homonymes, voir Jamet.
Ne doit pas être confondu avec Claude Jamet (football).
Claude Jamet (né le 23 juillet 1910 dans le 10e arrondissement de Paris et mort le 5 mars 1993 dans le 5e arrondissement de Paris) est un intellectuel français, professeur de lettres classiques, journaliste, auteur de romans, de textes de critique littéraire et d'ouvrages politiques. Toute sa vie, il admire les grands poètes (en particulier Victor Hugo), écrivant lui-même de nombreux poèmes dont une œuvre immense sur la traduction dans le texte grec original de l'Iliade en vers français, œuvre non publiée à ce jour et rédigeant un journal intime de plusieurs dizaines de volumes.

## Biographie
Lauréat de nombreux prix du Concours Général (vers, thème et version en latin, thème et version en grec), boursier de la République, et élève d'Alain au lycée Henri-IV en hypokhâgne, il entre à l'École normale supérieure à 17 ans sans passer par une khâgne. Il y connaît Simone Weil, mais aussi Thierry Maulnier et Robert Brasillach. Agrégé de lettres (1932), il enseigne dans des lycées et des universités à Metz, Bourges et Poitiers, avant de prendre la responsabilité de la Khâgne classique de Henri IV durant la guerre.
Politiquement très à gauche, il penche pour les communistes en 1934 puis pour les socialistes en 1936. Fidèle à Léon Blum, il est secrétaire fédéral SFIO de la Vienne, créateur du journal local, Le Front Populaire de la Vienne, et  membre du Comité de vigilance des intellectuels antifascistes.
Sous l'Occupation, après deux années de captivité en Allemagne, il est favorable à la collaboration par pacifisme. Il est ainsi l'un des créateurs, en avril 1944, de l'hebdomadaire collaborationniste Germinal, et publie également des articles dans La France socialiste, Notre Combat et Révolution nationale. Il adhère à la Ligue de pensée française de René Château.
À la Libération, il est désigné pour rejoindre la mission de rapatriement des prisonniers français en URSS, mais dénoncé, à la Une de L'Humanité, par le communiste André Wurmser, il est incarcéré à la prison de Fresnes.
Acquitté, il est cependant radié de l'Éducation nationale et exclu de la SFIO. Il rejoint alors le Parti socialiste démocratique. Il devient correcteur au Figaro.
Claude Jamet est réintégré par l'Éducation nationale et enseigne de nouveau, d'abord en créant l'UER de lettres de l'université de Dakar à la demande de son ami Léopold Sedar Senghor, puis en enseignant les lettres classiques au lycée Marcelin-Berthelot dans les années soixante.
Il meurt le 5 mars 1993.

## Famille
Sa femme Marguerite décède d'un cancer en 1941, lui laissant trois fils et une fille. Parmi eux, Dominique Jamet, journaliste, écrivain et ancien président de la Bibliothèque nationale de France, et Alain Jamet, cofondateur avec Jean-Marie Le Pen et vice-président du Front national.
Il est le grand-père de Marc-Antoine Jamet (fils de Dominique), ancien directeur de cabinet de Laurent Fabius, secrétaire général de LVMH et maire PS de Val-de-Reuil, et de France Jamet (fille d'Alain), députée européenne du FN.

## Œuvres
- Carnets de déroute, 1942
- Images de la littérature, 1943
- Fifi Roi, 1948 : probablement la plus connue
- Images mêlées de la littérature et du théâtre, 1948
- Journal très intime (roman), 1948
- Engagements, 1949
- Les Enfantillages, 1956
- Un homme et des femmes, 1967
- Notre Front populaire : journal d'un militant, 1977